# Болдино (Духовщинский район)
Болдино — деревня в Духовщинском районе Смоленской области России. Входит в состав Пречистенского сельского поселения. Население — 8 жителей (2007 год).
Расположена в северной части области в 32 км к северу от Духовщины, в 1 км западнее автодороги Р136 Смоленск — Нелидово, на берегу реки Аржать. В 52 км юго-восточнее деревни расположена железнодорожная станция Ярцево на линии Москва — Минск.

## История
В годы Великой Отечественной войны деревня была оккупирована гитлеровскими войсками в июле 1941 года, освобождена в сентябре 1943 года.